# ملكة جمال الكون 2003
ملكة جمال الكون 2003 هي مسابقة ملكة جمال الكون الثانية والخمسين في تاريخ مسابقة ملكة جمال الكون منذ انطلاقتها عام 1952، عقدت مسابقة في 3 يونيو 2003 في مركز فيجالي للمؤتمرات في مدينة بنما، بنما. في نهاية الحدث توجت أميليا فيغا من جمهورية الدومينيكان من قبل جوستين باسيك من بنما كخليفة لها. شهدت المسابقة تنافس 71 متسابقة في هذا العام، هذه هي المرة الثانية التي تستضيف فيها بنما المسابقة، وكانت آخر مناسبة لها في عام 1986. أقيم نهائي المسابقة في مركز أتلابا للمؤتمرات في مدينة بنما. كانت هذه هي النسخة الأولى من ملكة جمال الكون التي يتم بثها على شبكة هيئة الإذاعة الوطنية.

## النتائج

### المراكز النهائية
| النتائج النهائية     | المتنافسة |
| -------------------- | --- |
| ملكة جمال الكون 2003 | - جمهورية الدومينيكان - أميليا فيغا |
| الوصيفة الأولى       | - فنزويلا - ماريانجيل رويز |
| الوصيفة الثانية      | - جنوب إفريقيا - سيندي نيل |
| الوصيفة الثالثة      | - صربيا والجبل الأسود - سانيا بابيتش |
| الوصيفة الرابعة      | - اليابان - مياكو ميازاكي |
| أفضل 10              | - البرازيل - جيسلاين فيريرا - كندا - لين سيسيل - جمهورية التشيك - كاتشينا سميروفا - ناميبيا - ندابوا الفونس - ترينيداد وتوباغو - فاي البوكس     |
| أفضل 15              | - أنغولا - آنا سيباستياو - اليونان - ماريتا كروسالا - بنما - ستيفاني دي روكس - بيرو - كلوديا أورتيز دي زيفالوس - الولايات المتحدة - سوزي كاستيو |

### ترتيب الإعلانات
| 1. جنوب إفريقيا 2. ترينيداد وتوباغو 3. فنزويلا 4. اليونان 5. بنما 6. جمهورية التشيك 7. ناميبيا 8. كندا 9. البرازيل 10. صربيا والجبل الأسود 11. الولايات المتحدة 12. أنغولا 13. اليابان 14. جمهورية الدومينيكان 15. بيرو | 1. جمهورية التشيك 2. كندا 3. البرازيل 4. ترينيداد وتوباغو 5. صربيا والجبل الأسود 6. جنوب إفريقيا 7. ناميبيا 8. فنزويلا 9. جمهورية الدومينيكان 10. اليابان | 1. فنزويلا 2. اليابان 3. جنوب إفريقيا 4. جمهورية الدومينيكان 5. صربيا والجبل الأسود |

## المتسابقات
- ألبانيا - دينيسا كولا
- أنغولا - تيلما سونهي
- أنتيغوا وباربودا - كاي ديفيس
- الأرجنتين - لورا روميرو
- أروبا - ملايكا راسمين
- أستراليا - أشليا تالبوت
- جزر البهاما - نادية جونسون
- باربادوس - ناديا فورتي
- بلجيكا - جولي تاتون
- بليز - بيكي برنارد
- بوليفيا  - إيرين أغيليرا
- البرازيل - جيسلين فيريرا
- بلغاريا - إيلينا تيهوميروفاك
- كندا - ليان ماري سيسيل
- الصين - وو وي
- كولومبيا - ديانا مانتيلا
- كوستاريكا - أندريا أوفاريس
- كرواتيا - إيفانا ديليتش
- كوراساو - فانيسا فان أرندونك
- قبرص - إيفي لازارو
- جمهورية التشيك - كاتشينا سمرشوفا
- جمهورية الدومينيكان - أميليا فيغا
- الإكوادور - أندريا ياكوم
- مصر - نور السمري
- إلسالفادور - ديانا فالديفيسو
- إستونيا - كاترين سوسي
- فنلندا - آنا ماريا سترومبرغ
- فرنسا - ايمانويل شوسات
- ألمانيا - أليكساندرا فوديانيكوفا
- اليونان - ماريتا كروسالا
- غواتيمالا - فلوريسيتا دي جيسوس كوبيان أزورديا
- غيانا - لينا داموند
- المجر - فيكتوريا توموزي
- الهند - نيكيتا أناند
- جمهورية أيرلندا - ليزلي فلود
- إسرائيل - سيفان كلاين
- إيطاليا - سيلفيا سيكون
- جامايكا - ميشيل ليكي
- اليابان - مياكو ميازاكي
- كوريا - كيوم نا نا
- ماليزيا - إيلين دالي
- موريشيوس - ماري إيمي بيرجيكورت
- المكسيك - ماريسول غونزاليس
- ناميبيا - ندابوا الفونس
- هولندا - تيسا بريكس
- نيوزيلندا - شاري آدامز
- نيكاراغوا - كلوديا سالميرون
- نيجيريا - سيليا أوموتو
- النرويج - هان كارين سوربي
- بنما - ستيفاني دي رو
- بيرو - كلوديا أورتيز دي زيفالوس
- الفلبين - كارلا جاي سونجا بالينجيت
- بولندا - إيونا ماكوتش
- بورتوريكو - كارلا تريكولي
- روسيا - اوليسيا بوندارينكو
- صربيا والجبل الأسود - سانجا بابيتش
- سنغافورة - برنيس وونغ
- سلوفاكيا - بيترا موكروسوفا
- سلوفينيا - بولونا باش
- جنوب أفريقيا - سيندي نيل
- إسبانيا - إيفا غونزاليس
- السويد - هيلينا ستينباك
- سويسرا - نادين فينسنس
- تايوان - زو يو تشن
- تايلاند  - يوالاك ترايسورات
- ترينيداد وتوباغو - فاي اليبوكاس
- تركيا - أوزجي أولوسوي
- أوكرانيا - ليلى كوبيتوفا
- الولايات المتحدة  - سوزي كاستيلو
- فنزويلا - ماريانجيل رويز

## الروابط الخارجية
- موقع ملكة جمال الكون الرسمي